# Brasiliens håndboldforbund
Brasiliens håndboldforbund eller portugisisk:  Confederação Brasileira de Handebol er det angolanske håndboldforbund. Forbundets hovedkvarter ligger i Aracaju. Forbundet er medlem af det afrikanske håndboldforbund, South and Central America Handball Confederation (PTHF) og det internationale håndboldforbund, International Handball Federation (SCAHC). Forbundet har ansvaret for herrelandsholdet og damelandsholdet.